# Ameca
Ameca es una ciudad mexicana, cabecera del municipio homónimo, situada en el estado de Jalisco, dentro de la región Valles.

## Demografía

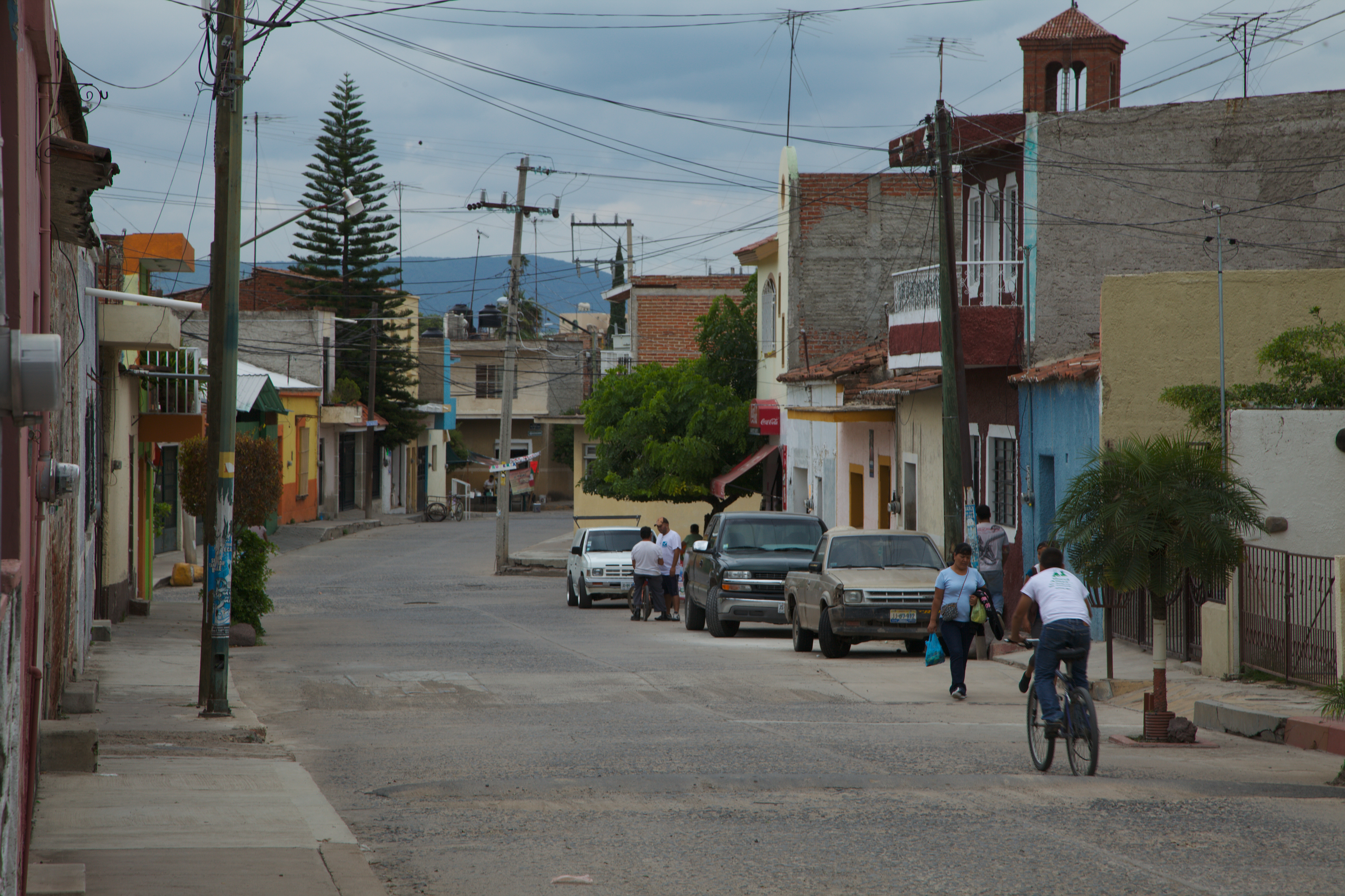
Calle Hospital en Ameca

De acuerdo con el Censo de Población y Vivienda realizado en el año 2020 por el Instituto Nacional de Estadística y Geografía (INEGI), en la ciudad de Ameca había un total de 37 871 habitantes, siendo 19 554 mujeres y 18 317 hombres.

### Viviendas
En el censo de 2020 se registraron alrededor de 13 623 viviendas, de las cuales 13 614 eran particulares; de las viviendas particulares, 10 886 estaban habitadas, mientras que de las viviendas particulares habitadas; 10 802 tenían piso de material diferente a tierra, 10 847 disponían de energía eléctrica, 10 846 disponían de escusado y/o sanitario, y 10 851 disponían de drenaje.

### Evolución demográfica
| Gráfica de evolución demográfica de Ameca entre 1900 y 2020 |
|                                                             |
| Fuente: Instituto Nacional de Estadística y Geografía       |